# Antton
Antton est un prénom masculin.

## Prénom
- Pour l'ensemble des articles sur les personnes portant ce prénom, consulter :
  - la liste des articles dont le titre commence par ce prénom
  - les listes produites par Wikidata : Liste des personnes de prénom « Antton » — même liste en incluant les éventuels prénoms composés qui contiennent « Antton ».
- Antton Haramboure (né en 1991), nageur français,
- Antton Luengo (né en 1981), coureur cycliste espagnol.